# Église Saint-Romain de Cordieux
L'église Saint-Romain est une église catholique située à Cordieux (commune associée de Montluel) dans l'Ain en France.

## Description
L'église est mentionnée dans une bulle du pape Lucius III qui confirme « l'église saint Romain de Corziaco ».
Dans les années 1970, une réfection est réalisée (des toitures en particulier). L'inauguration en est fait le 24 octobre 1976 par monseigneur Fourrey.

### Mobilier

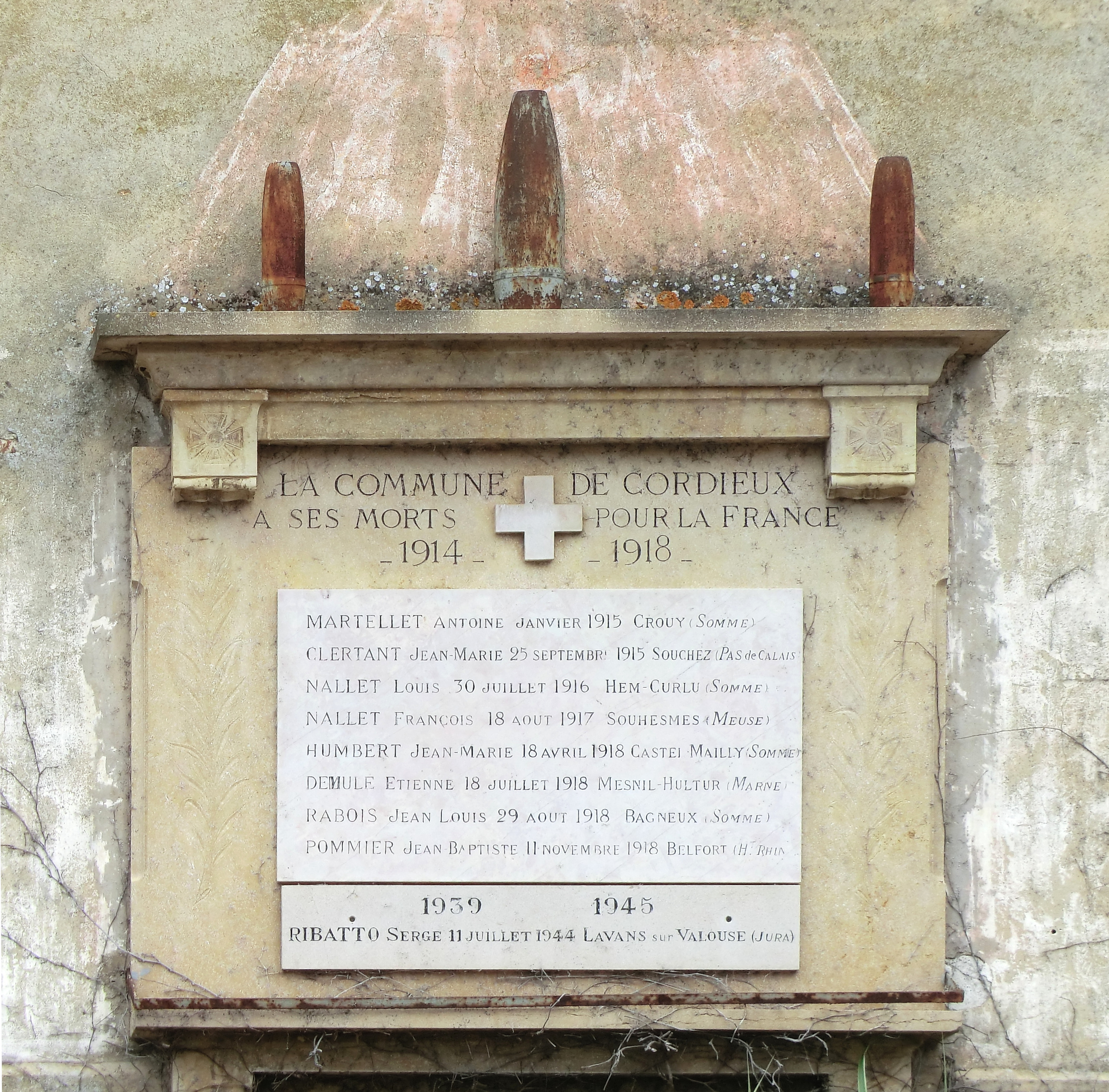
Monument aux morts de Cordieux.

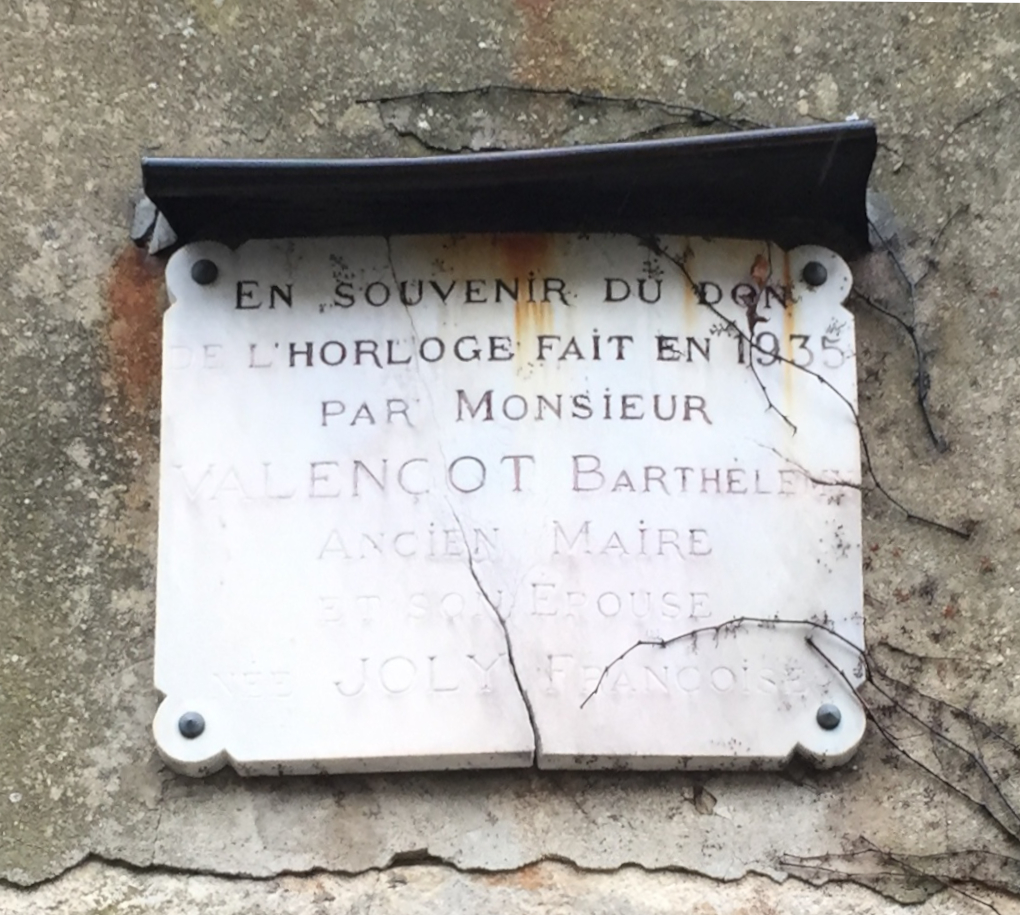
Plaque apposée au-dessus d'une entrée latérale, en souvenir du don de l'horloge fait en 1935 par monsieur Valençot Barthélémy (ancien maire) et son épouse en 1935.

Sur le côté de l'entrée principale à l'extérieur, se trouve la plaque commémorative faisant office de monument aux morts de Cordieux pour chacune des deux guerres mondiales.
Plusieurs statues religieuses en bois sont signalées dans le mobilier de l'église.
Côté entrée, à l'intérieur : un bénitier mural du XVIIe siècle.